# Psàmate (satèl·lit)
Psàmate, també conegut com a Neptú X (designació provisional S/2003 N 1), és un satèl·lit retrògrad de Neptú. Va rebre aquest nom en honor de la deessa de la mitologia grega Psàmate, una de les Nereides. Va ser descobert per Scott S. Shepdard i David C. Jewitt el 29 d'agost de 2003 fent servir el telescopi Subaru, de 8,2 metres de diàmetre.

## Característiques
El satèl·lit té uns 38 quilòmetres de diàmetre i orbita Neptú a una distància d'uns 46.695.000 quilòmetres en 25 anys terrestres. Atesa la similitud dels paràmetres orbitals de Psàmate amb els de Neso, es pensa que aquests dos satèl·lits irregulars podrien tenir un origen comú en el trencament d'una lluna més gran. Tots dos són més lluny del seu primari que cap altre satèl·lit conegut del sistema solar.

## Referències

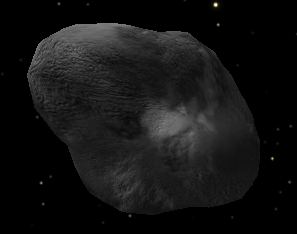
Representació artística de Psàmate, amb Neptú al fons, marcat en vermell